# 空格键

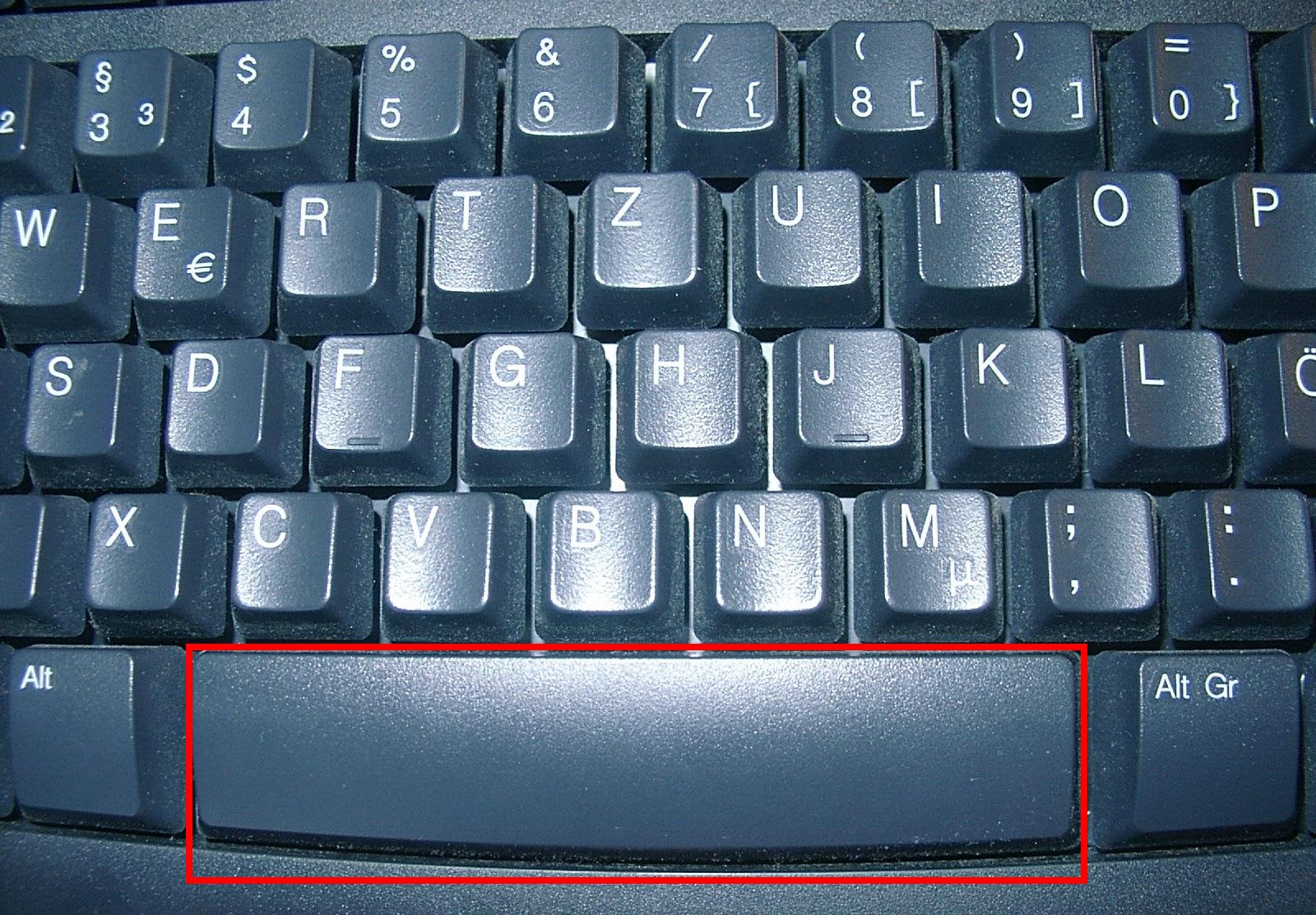
空格键位于电脑键盘下方中间。

空格键，或稱空白鍵，是电脑键盘的一个键，位于键盘最下方。空格键通常是长条形，采用这种设计的主要原因是可以方便地输入空格，如在两个单词中间通常用空格分隔。因此空格键设计得比其他任何键都要宽，两个手的大拇指都可以轻松地敲击空格键。
在不同的操作系统中，空格键有不同的用处，如和其他键组合使用可以关闭当前的视窗等。
在电脑游戏和其他应用程序中，空格键通常会被定义成快捷键，如跳起等。
在视频播放软件裡，空格键通常被定义成暂停和继续播放。
在拼音输入法中，空格键可以把推荐的字打出来。
在注音輸入法中，當字的聲調為一聲時，空格鍵即代表要輸入聲調為一聲的字。